# Хардвик, Бен
Бенджамин Пол Хардвик (англ. Benjamin Paul Hardwick; 6 декабря 1981 — 23 марта 1985) — был самым молодым пациентом по пересадке печени. Он стал известным благодаря телевизионной программе BBC «Это жизнь!», после того как его родители призвали к большему освещению проблемы донорства органов, когда их сыну, страдающему от заболевания печени, необходима была пересадка. Бен получил новую печень в возрасте до двух лет, но он скончался в больнице через несколько месяцев после своего третьего дня рождения.
В память о нем его семья устроила Мемориальный фонд Бена Хардвика, целью которого было оказать финансовую поддержку детей, которые страдают от первичного заболевания печени. Британская знаменитость Эстер Рантцен, которая ведет сериал «Это Жизнь!», написала совместную книгу, основанную на истории Бена.
В 1985 году Марти Уэбб в память выпустил кавер-версию песни Майкла Джексона «Бен», который достиг пятого места в британских чартах, и принес гонорар Фонду.